# Steatoda lenzi
Steatoda lenzi là một loài nhện trong họ Theridiidae.
Loài này thuộc chi Steatoda. Steatoda lenzi được Embrik Strand miêu tả năm 1907.